# Акеспе (Аральський район)
Акеспе́ (каз. Ақеспе) — село у складі Аральського району Кизилординської області Казахстану. Входить до складу Косаманського сільського округу.
Населення — 303 особи (2021; 255 у 2009, 200 у 1999, 217 у 1989).